# 바사넬로
바사넬로(이탈리아어: Vasanello)는 이탈리아 라치오주 비테르보도에 위치한 코무네다. 로마로부터 북쪽 80km, 비테르보로부터 동쪽 27km 거리에 있다.

## 자매 도시
- 노르웨이 오스네스
- 카메룬 창